# Abdulláh ibn az-Zubajr
Abdulláh ibn az-Zubajr (622? Medína – 692 Mekka), syn Zubajra ibn al-Auváma, jednoho ze společníků proroka Muhammada, vnuk chalífy Abú Bakra, synovec Áišy, třetí Muhammadovy ženy. V letech 682–692 se prohlásil chalífou a vedl odboj proti umajjovským chalífům Jazídovi, Mu´ávijovi II., Marvánovi I. a Abdulmalikovi.

## Předpoklady převzetí chalífátu
Abdulláhův otec Zubajr ibn al-Auvám byl blízkým proroku Muhammadovi. V letech 656–657 vedl vzpouru proti Alího chalífátu a byl zabit v proslulé velbloudí bitvě nedaleko Basry. V rámci počátečního následování tradice při volbě nového chalífy, měl tak jeho syn Abdulláh ibn az-Zubajr vysokou šanci stát se novým chalífou, neboť byl synem jednoho z prvních Prorokových následovníků.
Abdulláh ibn az-Zubajr se osvědčil v boji již jako mladík. Účastnil se tažení na byzantském pomezí a kolem roku 640 několika tažení proti sasánovské Persii. Poté byl převelen do severní Afriky. Zde v letech 642–643 uskutečnil tažení do Kyrenaiky a Tripolska, kde byly dobyty byzantské opěrné body. Roku 648 pak Abdulláh ibn az-Zubajr postoupil na území dnešního Tuniska, kde porazil a zabil revoltujícího byzantského správce Řehoře a pronikl 160 km jižně od Kartága. Po roce 660, v době vlády Mu´áviji I. žil v ústraní.

## Chalífa – boj s Umajjovci
Když se v dubnu 680 ujal v Damašku vlády chalífa Jazíd z rodu Umajjovců, odebral se Abdulláh ibn az-Zubajr do Mekky, kde mohl využít práva azylu. Protože byl Jazíd od počátku zaměstnán bojem s Alího synem al-Husajnem v Iráku, podařilo se místním odpůrcům Umajjovců přesvědčit Abdulláha, aby se postavil do čela povstání. Umajjovci a jejich místodržící byli pak vypuzeni z Hidžázu a Abdulláh ibn az-Zubajr byl prohlášen chalífou.
Protože al-Husajn padl v bitvě u Karbaly, byl Abdulláh uznán chalífou i v Iráku a v části Egypta. Protože diplomatická jednání mezi Jazídem a opozicí selhala, rozhodl se umajjovský chalífa vypravit do Hidžázu vojsko. To v srpnu 683 porazilo u Medíny rebely a ovládlo ji. Následovalo tažení proti Mekce, kde však obléhatele dostihla zpráva o Jazídově smrti. Situace se radikálně změnila a obléhatelé dokonce nabídli Abdulláhovi potvrzení jeho chalífátu, když přesídlí do Damašku.. To však Abdulláh odmítl, čímž dal příležitost Jazídovým nástupcům.
Jazídův nástupce Mu´ávija II. vládl pouhých čtyřicet dní, a poté byl nahrazen energičtějším Marvánem I. Ten roku 684 upevnil svou moc v Sýrii a podařilo se mu ovládnout Egypt, odkud vypudil Abdulláhovy stoupence. Marván I. však roku 685 náhle zemřel, aniž by uskutečnil opětovné tažení do Hidžázu. I Abdulláh ibn az-Zubajr se v této době dostal do potíží, vzbouřil se proti němu dosud věrný Irák, a tak se jeho moc omezila pouze na Hidžáz.
V letech 686–687 se vedly boje na území Iráku. V oblasti panovala naprostá anarchie a pohybovala se zde vojska několika protivníků. Vojska nového chalífy Abdulmalika byla roku 686 poražena, to dávalo příležitost cháridžitům k jejich teroristickým akcím a posilovalo vzbouřence, kteří s centrem v Kúfě, operovali proti Abdulláhu ibn az-Zubajrovi a jeho bratrovi Mus´ab ibn az-Zubajrovi. Abdulláhův bratr nakonec vzbouřence i cháridžity roku 687 porazil a z oblasti vytlačil.
Umajjovský chalífa Abdulmalik byl mezitím napaden ze severu Byzantinci, a proto musel až do roku 690 vojenské akce proti Abdulláhu ibn az-Zubajrovi odkládat. Až roku 691 došlo k jeho tažení do povodí Eufratu a porážce Abdulláhova bratra Mus´aba ibn az-Zubajra. Po pacifikaci Iráku pak v letech 691–692 Abdulmalik vzpouru zcela zlomil tažením proti Mekce. Jeho vojevůdce al-Hadždž ibn Júsuf město šest měsíců obléhal a stařičký Abdulláh ibn az-Zubajr padl jako jeden z posledních v bojích nedaleko Ka´aby.